# Карпово (Жуковский район)
Карпово — деревня в Жуковском районе Калужской области России. Входит в состав сельского поселения «Село Высокиничи».

## География
Расположена .
Деревня находится в северо-восточной части Калужской области, в зоне хвойно-широколиственных лесов, на берегу ныне безымянной речки Базовка, притоке Ичи. Рядом — Волынцы, Базовка,  Зареченское лесничество.

### Климат
Климат характеризуется как умеренно континентальный, с умеренно влажным летом и продолжительной зимой. Среднегодовая многолетняя температура воздуха составляет 4 °С. Средняя температура воздуха самого тёплого месяца (июля) — 17,8 °C (абсолютный максимум — 38 °C); самого холодного (января) — −9,9 °C (абсолютный минимум — −48 °C). Продолжительность периода отрицательных температур 149 дней. Среднегодовое количество атмосферных осадков составляет 749 мм, из которых 466 мм выпадает в тёплый период. Снежный покров держится в течение 136 дней.

## История
До 1775 входила в Оболенский уезд Московской провинции Московской губернии, после относилась к  Тарусскому уезду Калужского наместничества, затем губернии.
В 1891 году деревня Карпово входила в Высокиничскую волость Тарусского уезда.

## Население
| 2002 | 2010 |
| ---- | ---- |
| 0    | ↗1   |